# Una historia diferente (álbum)
Una historia diferente es el decimosexto álbum como solista del cantante y compositor argentino de cuarteto Pelusa. Fue editado en 1998 por BMG Ariola en casete y disco compacto.

## Lista de canciones
Lado A
1. «Corazón de acero» (Paco Cepero) – 3:44
2. «Creer en el amor» (Difelisatti, Gastaldo, D. Romo) – 3:39
3. «Tus celos» (O. Flores, N. H. C.) – 4:02
4. «No tengo más para darte» (P. Destéfanis, R. Moyano, C. Kantor) – 3:08
5. «Qué harías» (J. L. Derani, N. H. C.) – 4:20
6. «Fantasmas» (M. A. Calderón, G. López) – 3:26
7. «Amor aventurero» (N. H. C., J. Matías, C. Kantor) – 3:31
8. «Silencio» (M. A. Calderón, N. H. C.) – 4:27

Lado B
1. «Hacer el amor con otra» (D.A.R.) – 4:44
2. «Lo bueno, lo malo» (A. Barrientos, D. Castillo, M. A. Calderón)  / «María» (M. Camaño, D. Castillo, M. A. Calderón) – 5:11
3. «Simulacro de amor» (D. Castillo, A. Barrientos, M. A. Calderón)  / «Escandalosa» (N. H. C., C. Kantor) – 6:51
4. «Llamo al viento que viene del cielo» (M. A. Calderón, C. Kantor) – 4:15
5. «Se acabó el amor» (M. A. Calderón, G. López) – 3:56
6. «Cómo hay que hacer para olvidar» (D. Cabuche) – 4:34

## Créditos
- Arreglos y dirección musical: Pablo Destéfanis
- Músicos invitados: Abraham Vázquez, Marcelo Escudero y Pablo Fenoglio
- Coros: Ramiro, Gustavo Álvarez y Alberto Baysre
- Grabado en: Estudio Pira, Córdoba Capital
- Arte y diseño: Training Productora

- Datos: Q108172223